# بيل سيمون
بيل سيمون (بالإنجليزية: Bill Simon)‏ هو سياسي أمريكي، ولد في 20 يونيو 1951 في الولايات المتحدة. حزبياً، نشط في الحزب الجمهوري.